# 매트 라이트
매트 라이트(영어: Matt Wright, 1982년 3월 13일 ~ ) 미국의 야구 선수이며, 미국 프로 야구 세인트루이스 카디널스의 선수이다.

## KIA 타이거즈시절
2010년 매트 라이트는 약물 양성 반응이 나온 리카르도 로드리게스를 퇴출시키고 새로운 용병을 찾던 KIA 타이거즈와 계약금 4만 달러, 연봉 21만 달러에 계약했다. 한국 무대 첫 등판인 LG 트윈스전에서 5이닝 2실점 7탈삼진 8사사구 1피안타 폭투 2개를 기록했다. 2번째 등판인 롯데 자이언츠전에서는 4이닝 3실점 삼진 5개 사사구 4개 폭투 2개를 기록, 제구 난조로 4회에 강판을 당했다. 엎친 데 덮친 격으로 햄스트링 부상을 당해 2010년 5월에 퇴출되었다.